# Cristian Sava
Cristian Andrei Sava (* 20. Juli 1998) ist ein rumänischer Leichtathlet, der sich auf den Weitsprung spezialisiert hat.

## Sportliche Laufbahn
Erste internationale Erfahrungen sammelte Cristian Sava im Jahr 2019, als er bei den Balkan-Meisterschaften in Prawez mit einer Weite von 6,72 m den zwölften Platz belegte. Im Jahr darauf gelangte er bei den Balkan-Meisterschaften in Cluj-Napoca mit 7,14 m auf den zehnten Platz und 2024 belegte er bei den Balkan-Hallenmeisterschaften in Istanbul mit 7,49 m den sechsten Platz. Zudem gewann er dort mit der rumänischen 4-mal-400-Meter-Staffel in 3:34,96 min die Bronzemedaille hinter den Teams aus der Türkei und Kroatien. Im Jahr darauf wurde er bei der 2. Liga der Team-Europameisterschaft in Maribor mit 7,41&bsp;m Achter im Weitsprung, ehe er bei den Balkan-Meisterschaften in Volos mit 7,42 m den siebten Platz belegte.
2025 wurde Sava rumänischer Hallenmeister im Weitsprung.